# 시스템 관리
시스템 관리(systems management)는 (실제로는 일반적으로) 컴퓨터 시스템을 포함한 분산 시스템의 전사적 관리를 의미한다. 시스템 관리는 통신 분야의 네트워크 관리 계획에 크게 영향을 받는다. APM(애플리케이션 성능 관리) 기술은 이제 시스템 관리의 하위 집합이다. 이제 APM의 일부가 된 이벤트 상관관계, 시스템 자동화 및 예측 분석을 통해 생산성을 더욱 효율적으로 달성할 수 있다.
중앙 집중식 관리에는 회사 규모, IT 직원의 전문성, 사용되는 기술의 양에 따라 시간과 노력이 상충된다.
- 10대의 컴퓨터를 보유한 소규모 기업의 경우 자동화된 중앙 집중식 프로세스는 각 컴퓨터에서 수동으로 관리 작업을 수행하는 것보다 사용 및 구현 방법을 배우는 데 더 많은 시간이 걸릴 수 있다.
- 수천 대의 유사한 직원 컴퓨터를 보유한 대규모 기업에서는 IT 직원이 시스템 관리 자동화 방법을 배우면 시간과 비용을 확실히 절약할 수 있다.
- 대기업의 소규모 지점에서는 지점의 현지 직원이 작업을 수행할 필요 없이 지점의 시스템 자동 관리를 설정한 경험이 있는 중앙 IT 직원에 액세스할 수 있다.

시스템 관리에는 다음 작업 중 하나 이상이 포함될 수 있다.
- 하드웨어 인벤토리.
- 서버 가용성 모니터링 및 지표.
- 소프트웨어 인벤토리 및 설치.
- 안티 바이러스 및 안티 맬웨어.
- 사용자 활동 모니터링.
- 용량 모니터링.
- 보안 관리.
- 스토리지 관리.
- 네트워크 용량 및 활용도 모니터링.
- 조작방지 관리

## 같이 보기
- 네트워크 관리
- 시스템 관리자

## 문헌
- Hegering, Heinz-Gerd; Abeck, Sebastian; Neumair, Bernhard (1999). 《Integriertes Management vernetzter Systeme : Konzepte, Architekturen und deren betrieblicher Einsatz》. Heidelberg: dpunkt-Verl. ISBN 3-932588-16-9.